# Carectocultus bivitta
Carectocultus bivitta là một loài bướm đêm trong họ Crambidae.